# Epipagis oriolalis
Epipagis oriolalis là một loài bướm đêm trong họ Crambidae.